# Gia Định
Gia Định (chữ Hán: 嘉定) là một địa danh cũ ở miền Nam Việt Nam.

## Lịch sử (sơ lược)

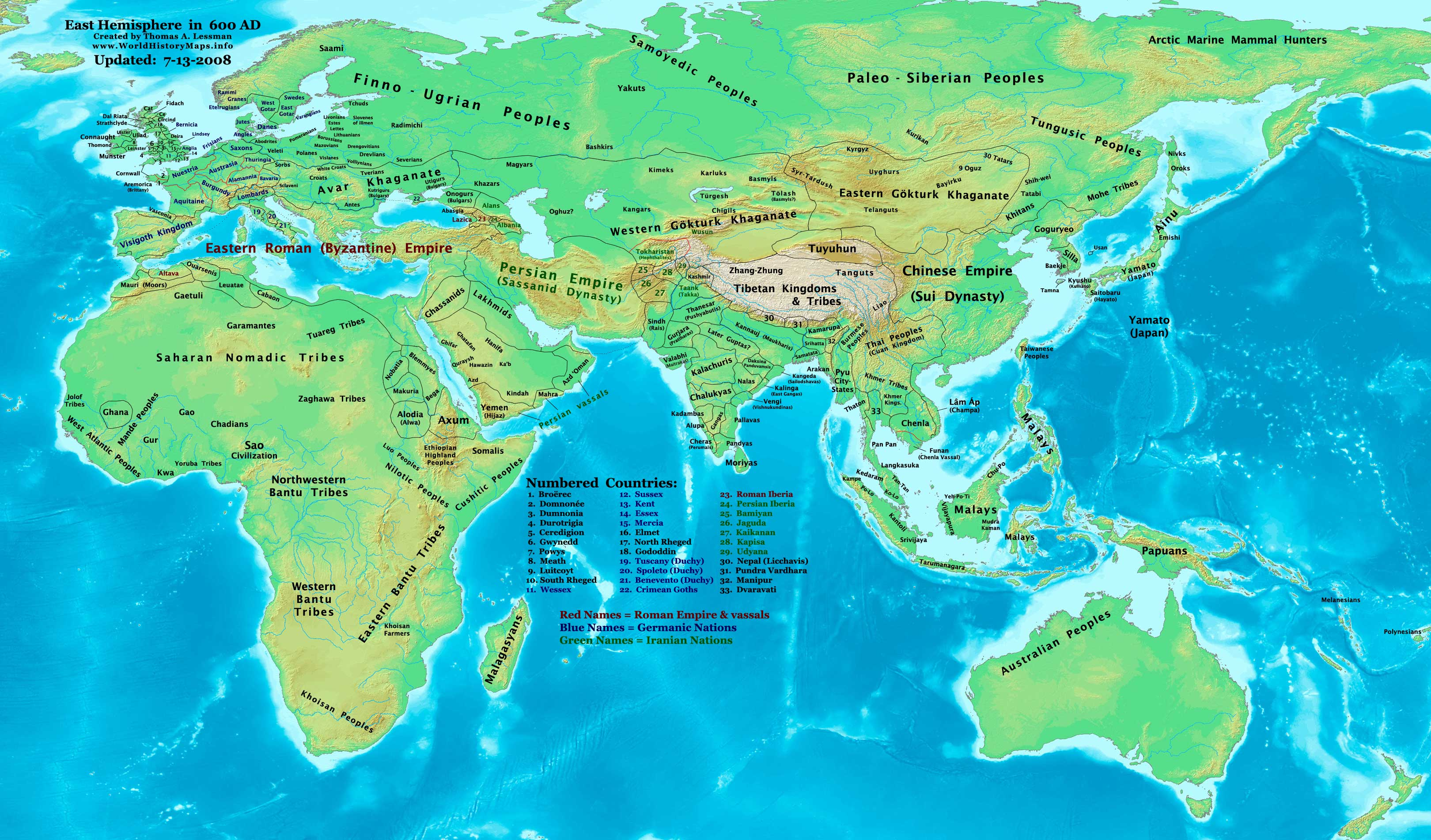
Chân Lạp-Phù Nam, vào năm 600.

Đất Gia Định xưa thuộc nước Phù Nam (tồn tại khoảng đầu thế kỷ 1 đến khoảng nửa thế kỷ 7), sau đó thuộc vương quốc Chân Lạp (nay là Campuchia). Tuy nhiên, "thuộc" một cách lỏng lẻo: "các dân tộc vẫn sống tự trị, và người dân Khmer lẻ tẻ chưa hợp thành đơn vị hành chính thuộc triều đình La Bích (Chân Lạp). Trong khi đó triều đình ấy phải tập trung lực lượng ở phía nam Biển Hồ (sau khi bỏ Ăngco ở phía bắc) để đối đầu với Xiêm La (nay là Thái Lan) đang tiếp tục lấn đất Chân Lạp ở phía tây. Đất Gia Định vẫn là đất tự do của các dân tộc và hầu như vô chủ, là đất hoang nhàn cả về kinh tế lẫn chủ quyền từ xưa".
Theo sử liệu, lưu dân Việt đã đến đây khai hoang và làm ăn sinh sống vào đầu thế kỷ 17, nhờ có cuộc hôn nhân giữa công nữ Ngọc Vạn với vua Chân Lạp Chey Chetta II vào năm 1620. Vì mưu sinh, có thể lưu dân Việt đã có mặt ở đây trước khi có cuộc hôn nhân ấy. Song, chính nhờ mối quan hệ đó, mà Đại Việt (nay là Việt Nam) và Chân Lạp trở nên êm đẹp, dân cư hai nước có thể tự do qua lại sinh sống, tạo điều kiện cho lưu dân Việt ngày càng đông đảo hơn ở khu vực Đồng Nai, Sài Gòn....
Và căn cứ đoạn chép trong Gia Định thành thông chí, thì lúc bấy giờ lưu dân Việt "ở lẫn với người Cao Miên" (tức Chân Lạp), trích: 
"Năm Mậu Tuất (1658)...vua (chúa Nguyễn Phúc Tần) sai Phó tướng Yến Vũ hầu (Nguyễn Phước Yến)...đem 2000 quân, đi tuần đến thành Mỗi Xoài nước Cao Miên, đánh phá được, bắt vua nước ấy là Nặc Ông Chân, đóng gông đem đến hành tại ở dinh Quảng Bình. Vua dụ tha tội...Khi ấy địa đầu trấn Gia Định là hai xứ Mỗi Xoài, Đồng Nai đã có dân lưu tán của nước ta cùng ở lẫn với người Cao Mên, để khai khẩn đất"..

### Trong công cuộc Nam tiến
Năm Kỷ Mùi (1679), vì không theo nhà Thanh, các tướng nhà Minh là Dương Ngạn Địch, Hoàng Tiến, Trần Thượng Xuyên, Trần An Bình đã đem hơn 3.000 quân cùng 50 chiếc thuyền từ Quảng Đông (Trung Quốc) vào 2 cửa biển là Tư Dung (cửa Tư Hiền) và Đà Nẵng xin qui phụ. Nghe theo lời bàn của triều thần, chúa Nguyễn Phúc Tần bèn cho họ vào ở xứ Đồng Nai (nhóm Trần Thượng Xuyên) và xứ Mỹ Tho (nhóm Dương Ngạn Địch). Từ đó, họ vỡ đất phá hoang, cày ruộng, dựng nhà và phố chợ, buôn bán giao thông với người Trung Quốc, Tây Dương, Nhật Bản, Đồ Bàn...khiến phong tục văn minh dần dần phổ biến....
Đến đầu năm Mậu Dần (1698), nhận lệnh của chúa Nguyễn Phúc Chu, Thống suất Nguyễn Hữu Cảnh đi kinh lược nước Chân Lạp. Sau đó, ông "lấy đất Nông Nại đặt làm phủ Gia Định, đặt xứ Đồng Nai (Lộc Dã) làm huyện Phước Long, dựng dinh Trấn Biên (vùng Biên Hòa); xứ Sài Gòn làm huyện Tân Bình, dựng dinh Phiên Trấn (vùng Gia Định). Các nơi đều đặt quan lưu giữ. Mở đất ngàn dặm, được trên 4 vạn hộ. Chiêu mộ dân xiêu tán từ Bố Chánh trở vào Nam cho đến ở, thành lập xã thôn, khai khẩn ruộng đồng, làm sổ đinh, sổ điền. Lại lấy những lái buôn người Hoa sống ở Trấn Biên lập nên xã Thanh Hà, những người ở Phiên Trấn lập nên xã Minh Hương"....
Vậy, kể từ năm đó (1698), dinh Phiên Trấn gồm một phủ (Gia Định) và một huyện (Tân Bình). Về mặt hành chính, chúa Nguyễn Phúc Chu đặt chức Giám quân, Cai bộ và Ký lục để cai trị.
Dần dần, đến đời chúa Nguyễn Phúc Khoát, vùng đất phía Nam nới rộng thêm ra, theo chính sách "tàm thực" (lối xâm lấn dần dần như tằm ăn lá dâu) của tướng Nguyễn Cư Trinh. Sau khi con đường Nam tiến thành công, toàn lãnh thổ miền Nam được phân ra thành ba dinh lớn là: Trấn Biên dinh (trấn lỵ ở Biên Hòa), Phiên Trấn dinh (trấn lỵ ở Gia Định) và Long Hồ dinh (trấn lỵ ở Vĩnh Long).

### Dưới thời VuaNguyễn Phúc Ánh(Gia Long)

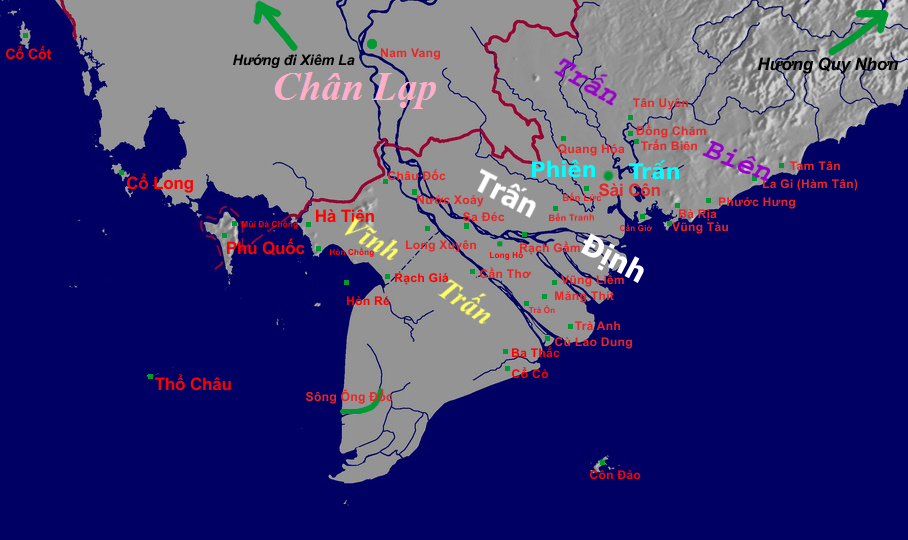
Bản Đồ Xứ Gia Định, Việt Nam khoảng cuối thế kỷ 18. Vẽ lại một phần từ lược đồ của tác giả Tạ Chí Đại Trường (1973), Lịch sử Nội Chiến Việt Nam 1771- 1802, Sài Gòn: Nhà xuất bản Văn Sử Học, tr. 95

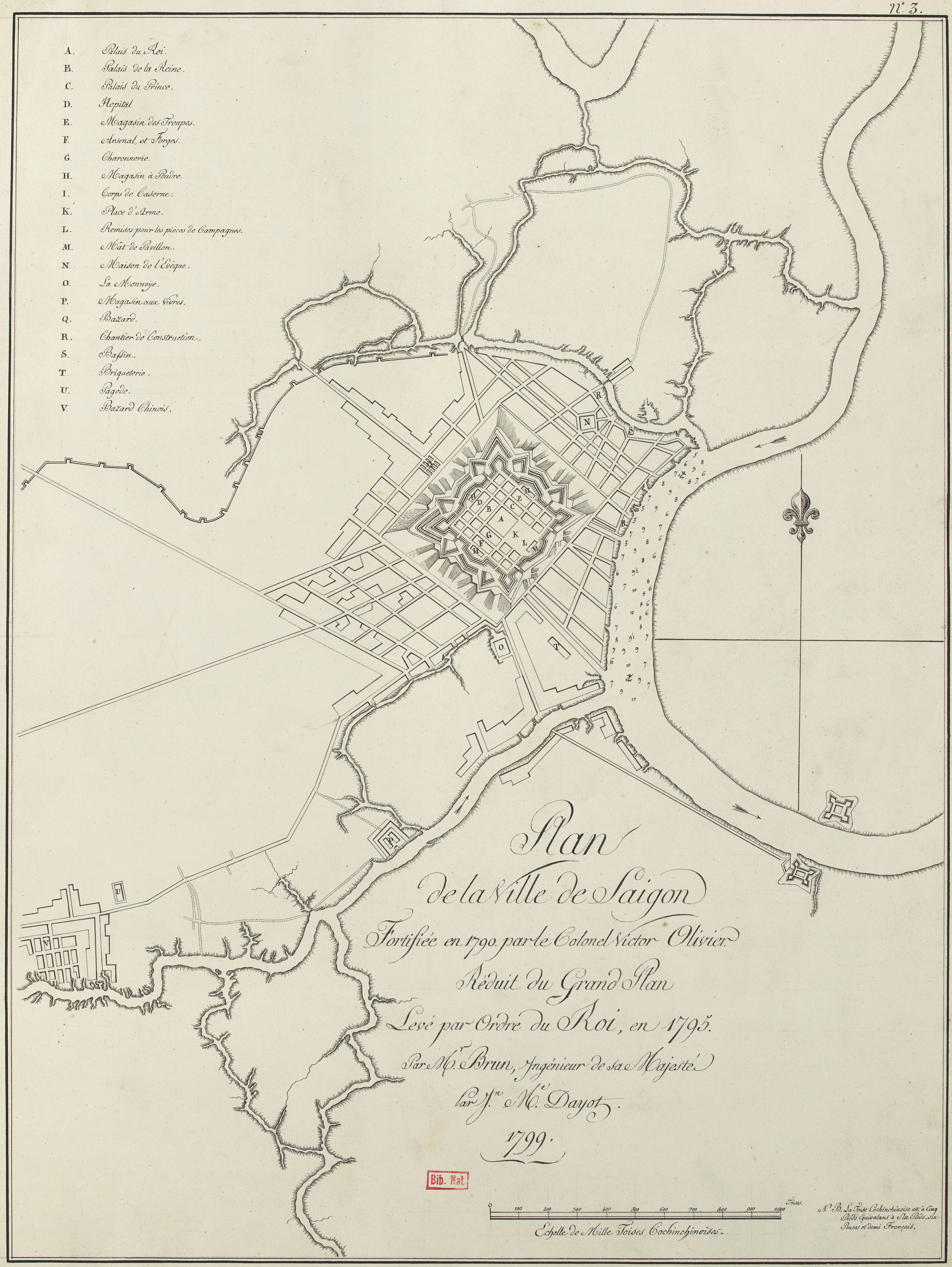
Bản đồ Sài Gòn năm 1795 với thành Bát Quái ở chính giữa do Jean-Marie Dayot vẽ

Năm Bính Thân (1776), Gia Định bị quân Tây Sơn vào chiếm cứ . Sau khi đánh lấy lại, tháng 11 (âm lịch) năm Kỷ Hợi (1779), chúa Nguyễn Phúc Ánh duyệt xem bản đồ, chia toàn miền Nam lúc bấy giờ ra thành một trấn (Hà Tiên) và 4 dinh (Trấn Biên, Phiên Trấn, Trường Đồn [nâng lên từ đạo], Long Hồ) . Tất cả các dinh trấn này đều chịu sự cai quản của phủ Gia Định . Khi ấy, dinh Phiên Trấn có một huyện là Tân Bình, gồm 4 tổng là: Bình Dương, Tân Long, Thuận An và Phước Lộc.
Năm 1790, chúa Nguyễn Phúc Ánh sai đắp thành Bát Quái, đồng thời chọn thành phố Sài Gòn (thuộc tổng Bình Dương, huyện Tân Bình)  làm nơi đóng đô của mình, và gọi là Gia Định kinh. Địa vị kinh đô này chỉ tồn tại được trên 10 năm (1790 - 1801), vì sau khi lấy được Phú Xuân (1801), chúa Nguyễn liền dời đô ra đấy .
Năm Nhâm Tuất (1802), vua Gia Long (tức chúa Nguyễn Phúc Ánh) cho đổi phủ Gia Định thành trấn Gia Định, đồng thời cho các dinh cũng đổi thành các trấn, gồm: Phiên An, Biên Hòa, Định Tường, Vĩnh Thanh và Hà Tiên. Tất cả các trấn này nằm dưới sự cai quản của trấn Gia Định. Có thể coi đây là thời kỳ "Gia Định ngũ trấn".
Đến năm Mậu Thìn (1808), nhà vua này định lại bờ cõi, phân địa giới toàn lãnh thổ Việt Nam ra làm 4 dinh gồm 25 trấn, đồng thời lại chia làm hai miền Bắc Nam, gọi là Bắc Thành và Gia Định Thành để tiện việc cai quản. 
Lúc bấy giờ, trấn Gia Định được đổi thành Gia Định Thành, và cho cai quản 5 trấn, là: Phiên An, Biên Hòa, Vĩnh Thanh, Định Tường và An Giang.
Theo Nguyễn Đình Đầu, sở dĩ trấn Gia Định được đổi tên là "Gia Định Thành" là vì trước đây Gia Định và Phiên An cùng gọi là "trấn", rất dễ lẫn nhau, và dễ nhầm là ngang bậc nhau. Và cũng theo nhà nghiên cứu này, mặc dù danh xưng thay đổi, song Sài Gòn (thuộc trấn Phiên An) vẫn luôn là lỵ sở của các thời kỳ: phủ Gia Định, trấn Gia Định và Gia Định Thành.
Về mặt hành chính của Gia Định Thành, đứng đầu là Tổng trấn, có hai phụ tá là Hiệp Tổng trấn và Phó Tổng trấn. Các thuộc viên khác, gồm có Trấn thủ, Cai bộ và Ký lục. Đây chính là các quan chức đại diện cho triều đình để thống quản các trấn ở phía Nam .
Tổng trấn đầu tiên của Gia Định Thành là Nguyễn Văn Nhơn (hay Nhân), và vị Tổng trấn cuối cùng là Lê Văn Duyệt. Theo thống kê năm 1819, thì 5 trấn của Gia Định Thành có khoảng 700.000 dân, riêng trấn Phiên An có khoảng 180.000 dân .

### Dưới thờiMinh Mạng-Thiệu Trị

Nam Kỳ lục tỉnh giai đoạn (1832-1862)

Năm Minh Mạng thứ 13 (Nhâm Thìn, 1832), sau khi Lê Văn Duyệt từ trần, nhà vua bãi bỏ chức Tổng trấn, chia Gia Định Thành ra làm 6 tỉnh là: Phiên An, Biên Hòa, Định Tường, Vĩnh Long, An Giang và Hà Tiên (gọi chung là Nam Kỳ Lục tỉnh), và không đặt một viên quan nào cai trị chung cho cả lục tỉnh nữa. Đơn vị hành chính Gia Định Thành kể như bị xóa sổ từ năm ấy (1832).
Lúc bấy giờ, tỉnh Phiên An gồm hai phủ là phủ Tân Bình (4 tổng lệ thuộc là Bình Dương, Tân Long, Thuận An và Phước Lộc đều thăng làm huyện) và phủ Tân An (lấy hai huyện Thuận An và Phước Lộc lập thành).
Tháng 5 (âm lịch) năm Quý Tỵ (1833), Lê Văn Khôi khởi binh chiếm thành Phiên An. Tháng 8 (âm lịch) năm đó, vua Minh Mạng cho đổi tỉnh Phiên An thành tỉnh Gia Định. Sau, nhà vua lại đặt thêm phủ Tây Ninh gồm hai huyện là Tân Ninh và Quang Hóa.
Năm Thiệu Trị thứ nhất (1841), lại đặt thêm phủ Hòa Thịnh (gồm hai huyện Tân Hòa và Tân Thịnh), và phủ Tân Bình lại đặt thêm huyện Bình Long.

### Dưới thờiTự Đức
Năm Tự Đức thứ 5 (1852), bỏ bớt phủ Hòa Thịnh. Cử Tri huyện Tân Hòa kiêm công việc của huyện Tân Thịnh, đồng thời lại cho thuộc vào phủ Tân An. Lại cho Tri phủ Tân Bình kiêm công việc ở huyện Bình Long .
Sau trận Đại đồn Chí Hòa (tháng 2 năm 1861), 3 tỉnh miền Đông (Gia Định, Biên Hòa, Định Tường) mất vào tay thực dân Pháp (theo Hòa ước Nhâm Tuất, 1862). Lần hồi cả Nam Kỳ Lục tỉnh đều bị họ chiếm hết, rồi trở thành thuộc địa (theo Hòa ước Giáp Tuất, 1874).

### Dưới thời Pháp thuộc

Bản đồ hạt Sài Gòn năm 1885

#### Về Nam Kỳ lục tỉnh
Tính đến năm 1944, Nam Kỳ lục tỉnh thời Nguyễn đã được thực dân Pháp chia thành 22 tỉnh như sau:
- Khu vực Sài Gòn cũ gồm các tỉnh: Gia Định, Tân Bình và Chợ Lớn.
- Khu vực miền Đông gồm các tỉnh: Biên Hòa, Thủ Dầu Một (Bình Dương ngày nay), Tây Ninh, Bà Rịa và Vũng Tàu.
- Khu vực miền Tây gồm các tỉnh: Bến Tre, Tân An, Gò Công, Mỹ Tho, Vĩnh Long, Sa Đéc, Cần Thơ, Trà Vinh, Long Xuyên, Châu Đốc, Sóc Trăng, Bạc Liêu và Hà Tiên.
Về việc hành chính, sau khi chiếm xong Gia Định, Đề đốc Charner cho thiết lập chế độ cai trị tạm thời. Nhiều sĩ quan được lãnh trách nhiệm cai trị, gọi là "Quản đốc bổn quốc sự vụ", vì lúc ấy các quan Nam triều đã bỏ đi hết...Đến thời Đô đốc Bonard mới giao phó cho một số viên chức người Việt. Tuy nhiên, kể từ năm 1859, cấp lãnh đạo tối cao lần lượt vẫn là các sĩ quan Hải quân cao cấp của Pháp, như Rigault de Genouilly, Page, Charner, Bonard, De la Grandière...
Năm 1864, Đô đốc De la Grandière thay đổi chế độ cai trị. Ba tỉnh miền Đông bị chia làm 7 khu vực: Bà Rịa, Biên Hòa, Cần Giuộc, Mỹ Tho, Sài Gòn, Tân An, Gò Công và Tây Ninh. Đây vẫn còn là tổ chức quân sự. Để chuyển dần qua chế độ dân sự, ngày 9 tháng 11 năm đó (1864), De la Gradière lập một tòa Thượng thư cai quản các quan Tham biện, sĩ quan và nhân viên công lực, v.v...Và trong năm 1865, riêng vùng Gia Định có mấy sở Tham biện được đặt ở Sài Gòn, Chợ Lớn, Cần Giuộc, Tây Ninh và Tân An.
Năm 1867, thực dân Pháp chiếm trọn 6 tỉnh Nam Kỳ. Sau đó, họ chia Nam Kỳ ra làm 6 tỉnh là Sài Gòn, Mỹ Tho, Biên Hòa, Vĩnh Long, Châu Đốc và Hà Tiên, đồng thời đặt ra 24 sở Tham biện để cai quản số tỉnh ấy. Riêng ở Sài Gòn có 7 tham biện...
Tuy vậy, đến ngày 13 tháng 5 năm 1879, do lệnh của Tổng thống Pháp, bên quan văn mới được nắm quyền cai trị tối cao. Vị quan văn Pháp đầu tiên được cử làm Thống đốc Nam Kỳ là Charles Le Myre de Vilers. Từ đấy, việc quân sự và dân sự mới được phân biệt hẳn hoi.

#### Về tỉnh Gia Định
Sau khi thực dân Pháp chiếm lấy tỉnh Gia Định thời Nguyễn, lần lượt họ đã chia cắt ra làm 6 tỉnh là: Gia Định, Chợ Lớn (lập năm 1876), Tân An (lập năm 1854), Tây Ninh (lập năm 1900), Gò Công (lập năm 1900) và Tân Bình (lập năm 1944).
Năm 1956, tỉnh Chợ Lớn sáp nhập với tỉnh Tân An thành tỉnh Long An, tỉnh Gò Công sáp nhập với tỉnh Mỹ Tho thành tỉnh Định Tường...

### Thời Việt Nam Cộng hòa

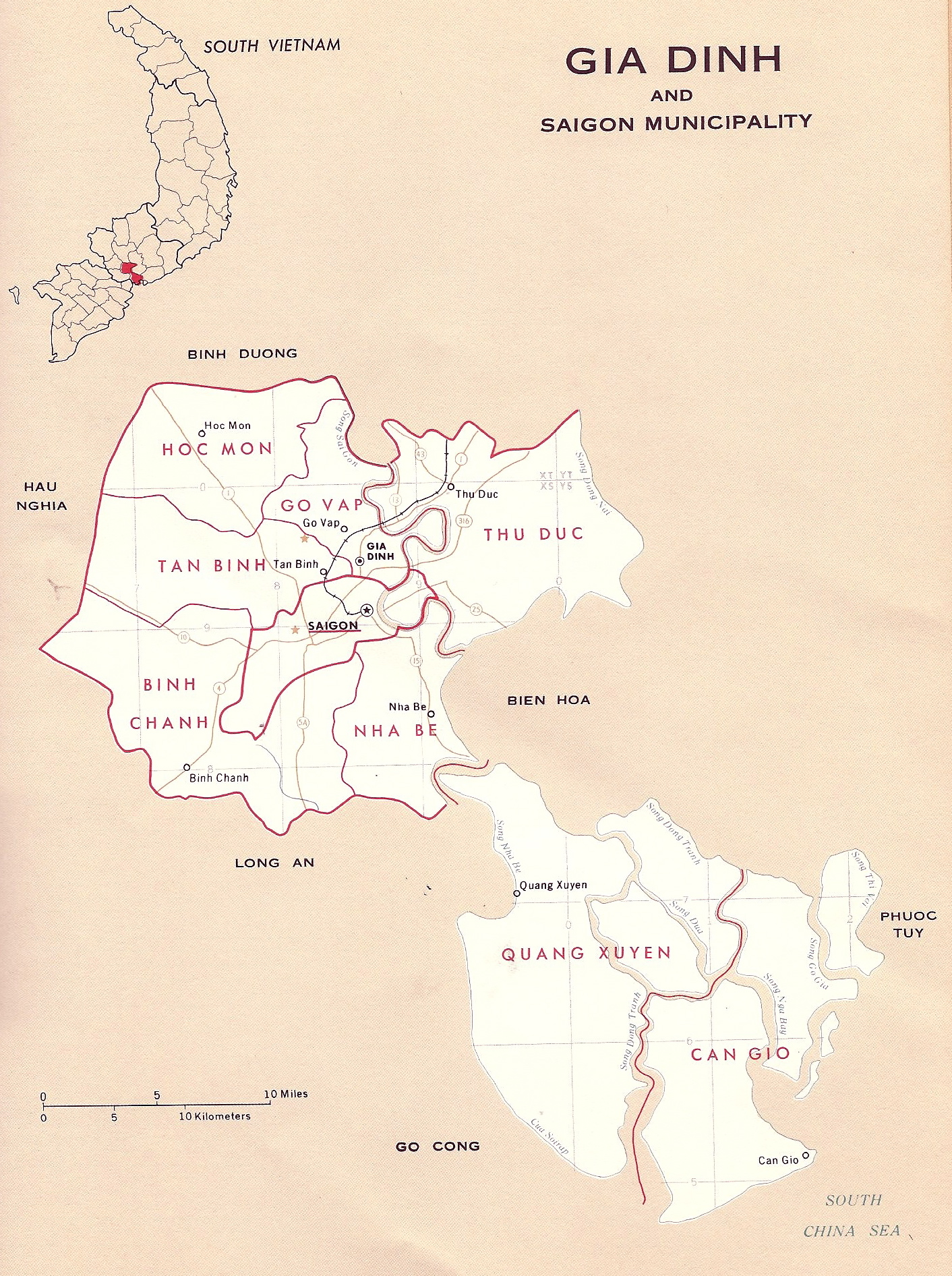
Phân chia hành chánh tỉnh Gia Định 1973. Đô thành Sài Gòn nằm giữa nhưng không phụ thuộc tỉnh Gia Định

Năm 1956, dưới thời Việt Nam Cộng hòa, Gia Định là một trong 22 tỉnh của Nam Bộ (tức Nam Kỳ lục tỉnh), không kể Đô thành Sài Gòn. Năm 1957, tỉnh Gia Định gồm có 6 quận, 10 tổng và 61 xã:
- Quận Gò Vấp có 1 tổng Bình Trị Thượng; quận lỵ: Hạnh Thông Xã.
- Quận Tân Bình có 1 tổng Dương Hòa Thượng; quận lỵ: xã Phú Nhuận.
- Quận Hóc Môn có 2 tổng: Bình Thạnh Trung, Long Bình; quận lỵ: Thới Tam Thôn.
- Quận Thủ Đức có 2 tổng: An Bình, An Điền; quận lỵ: Linh Đông Xã.
- Quận Nhà Bè có 1 tổng Bình Trị Hạ; quận lỵ: xã Phú Xuân Hội.
- Quận Bình Chánh có 3 tổng: Long Hưng Thượng, Long Hưng Trung, Tân Phong Hạ; quận lỵ: xã Bình Chánh.

Năm 1970, Gia Định chia thành 8 quận, ngoài các quận trên còn có thêm:
- Quận Quảng Xuyên
- Quận Cần Giờ

Năm 1974, tỉnh Gia Định có 8 quận, 74 xã, 351 ấp với 1.422.653 dân.

### Sau năm 1975
Sau sự kiện 30 tháng 4 năm 1975, tháng 5 năm 1975, tỉnh Gia Định (ngoại trừ 2 quận: Cần Giờ và Quảng Xuyên) được sáp nhập với Đô thành Sài Gòn và một phần các tỉnh Long An, Bình Dương, Hậu Nghĩa để trở thành thành phố Sài Gòn - Gia Định.
Đến ngày 2 tháng 7 năm 1976, thành phố Sài Gòn - Gia Định được chính thức đổi tên thành Thành phố Hồ Chí Minh.

## Phân chia hành chính

### Năm 1897
Toàn tỉnh Gia Định được chia thành 18 tổng:
1. Tổng An Bình gồm 8 làng: An Phú, Bình Lợi, Bình Thạnh, Bình Trưng, Đông Phú, Mỹ Thủy, Phú Thọ, Tân Lập
2. Tổng An Điền gồm 9 làng: Bình Quới Đông, Bình Thái, Bình Thọ, Linh Chiểu Đông, Linh Chiểu Tây, Linh Chiểu Trung, Trường Thọ, Xuân Trường, Xuân Vinh
3. Tổng An Thành gồm 9 làng: An Thạnh, Hưng Thạnh, Long Tân, Phước Khánh, Phước Trường, Tân Điền, Trường Cửu, Trường Lộc, Tuy Thạnh
4. Tổng An Thịt gồm 5 làng: An Thạnh, Bình Khánh, Khánh Độ, Sài Tân, Vạng Phước
5. Tổng An Thổ gồm 10 làng: Bình Chánh, Bình Chiểu, Bình Đức, Bình Đường, Bình Phú, Bình Phước, Bình Thủy, Bình Triệu, Đông An, Dĩ An
6. Tổng An Thủy gồm 14 làng: An Nhơn, Bình Thắng, Bình Thung, Đông Minh, Đông Tác, Đông Yên, Mỹ Hòa, Ngãi Thắng, Phong Phú, Tân Long, Tân Phú, Tân Nhơn, Tân Ninh, Tân Quới
7. Tổng Bình Thạnh Hạ gồm 16 làng: Mỹ Hòa, Tân Đông Thượng, Tân Đông Trung, Tân Hội, Tân Hưng, Tân Thới Nhứt, Tân Thới Thượng, Thới An, Thới Hòa, Thuận Kiều, Trung Chánh Tây, Trung Chánh, Trung Hưng, Xuân Hòa, Xuân Thới Tây, Vĩnh Lộc
8. Tổng Bình Thạnh Trung gồm 17 làng: An Hòa, Bình Lý Đông, Bình Lý, Bình Nhan, Bình Xuân, Hội Thạnh, Mỹ Thạnh, Phú Lợi, Tân Đông, Tân Mỹ Đông, Tân Thạnh Đông, Tân Thạnh Tây, Thạnh Hòa, Thạnh Phú, Thạnh Yên, Thới Thạnh, Thới Thuận
9. Tổng Bình Trị Thượng gồm 16 làng: An Hội, An Lộc Đông, An Lộc, An Nhơn Xã, An Phước, An Thạnh Trung, An Xuân, Bình An Đông, Bình Hòa Xã, Bình Lợi Trung, Bình Quới Tây, Hanh Phú, Hanh Thông Tây, Hanh Thông Xã, Quới An, Thạnh Đa
10. Tổng Bình Trị Hạ gồm 9 làng: Phú Hội, Phú Mỹ Tây, Phước Hải, Phước Long Đông, Phước Thành, Phước Thới, Phú Xuân Đông, Tân Qui Đông, Tân Thuận Đông
11. Tổng Bình Trị Trung gồm 5 làng: An Lợi Đông, An Lợi Xã, Bình Khánh, Phú An, Phú Mỹ
12. Tổng Cần Giờ gồm 6 làng: Cần Thạnh, Đông Hòa, Long Thạnh, Lý Nhơn, Tân Thạnh, Thạnh Thới
13. Tổng Dương Hòa Hạ gồm 12 làng: Đức Hưng, Long Kiểng, Long Phước, Long Thạnh Tây, Long Thới Đông, Mỹ Đức, Nhơn Mỹ, Nhơn Ngãi, Phong Lộc, Phú Lễ, Phước Thạnh, Thới Hiệp
14. Tổng Dương Hòa Thượng gồm 14 làng: Bình Hưng, Bình Hưng Đông, Bình Thới, Hòa Hưng, Phú Nhuận, Phú Thạnh, Phú Thọ, Tân Hòa, Tân Hòa Tây, Tân Sơn Nhì, Tân Sơn Nhứt, Tân Thới, Tân Trụ, Thạnh Hòa
15. Tổng Long Tuy Hạ gồm 11 làng: Mỹ Khánh, Phước An, Phước Mỹ, Tân Thông, Tân Thông Đông, Tân Thông Tây, Tân Thông Trung, Thái Bình Hạ, Thái Bình Thượng, Trung Lập, Vĩnh An Tây
16. Tổng Long Tuy Thượng gồm 14 làng: Phước Ninh, Tân Phú Trung, Tân Thới Đông, Tân Thới Nhì, Tân Thới Tam, Tân Thới Tây, Tân Thới Trung, Tân Thới Tứ, Thái Sơn, Thới Tam Đông, Vĩnh Cư, Vĩnh Phước, Xuân Thới, Xuân Thới Đông
17. Tổng Long Tuy Trung gồm 6 làng: An Nhơn Tây, Mỹ Hưng, Nhuận Đức, Phú Đức, Phú Hòa Đông, Phú Thạnh
18. Tổng Long Vĩnh Hạ gồm 11 làng: Chí Thạnh, Ích Thạnh, Long Đại, Long Hậu, Long Sơn, Long Tuy, Mỹ Thạnh, Phước Hậu, Phước Thiện, Phước Thới, Vĩnh Thuận.

### Năm 1939
Tỉnh Gia Định được chia thành 4 quận:
1. Quận Gò Vấp có 3 tổng với 37 làng:
- Tổng Bình Thạnh Hạ gồm 15 làng: Mỹ Hòa, Tân Đông Thượng, Tân Đông Trung, Tân Hưng, Tân Thới Nhứt, Tân Thới Thượng, Thới An, Thới Hòa, Thuận Kiều, Trung Chánh, Trung Chánh Tây, Trung Hưng, Xuân Hòa, Xuân Thới Tây, Vĩnh Lộc
- Tổng Bình Trị Thượng gồm 13 làng: An Hội, An Lộc Đông, An Lộc, An Nhơn Xã, An Xuân, Bình Hòa Xã, Bình Quới Tây, Hanh Phú, Hanh Thông Tây, Hanh Thông Xã, Quới An, Thạnh Mỹ An, Thạnh Phước
- Tổng Dương Hòa Thượng gồm 9 làng: Bình Hưng Đông, Bình Hưng, Chí Hòa, Phú Nhuận, Phú Thọ, Tân Sơn Nhì, Tân Sơn Nhứt, Tân Thới Hòa, Tân Trụ.

2. Quận Hóc Môn có 4 tổng với 24 làng:
- Tổng Bình Thạnh Trung gồm 10 làng: An Phú, Bình Lý, Đông Thạnh, Hòa Phú, Mỹ Bình, Nhị Bình, Paris Tân Qui, Tân Mỹ Đông, Tân Thạnh Đông, Tân Thạnh Tây
- Tổng Long Tuy Hạ gồm 5 làng: Phước An, Phước Mỹ, Tân An Tây, Tân Thông Trung, Trung Lập
- Tổng Long Tuy Thượng gồm 9 làng: Phước Ninh, Tân Hiệp, Tân Phú Trung, Tân Thới, Tân Thới Nhì, Tân Thới Tứ, Tân Xuân, Vĩnh Cư, Xuân Thới Sơn
- Tổng Long Tuy Trung gồm 5 làng: An Nhơn Tây, Mỹ Hưng, Nhuận Đức, Phú Hòa Đông, Phú Thạnh.

3. Quận Thủ Đức có 6 tổng với 43 làng:
- Tổng An Bình gồm 6 làng: An Đông Xã, An Phú, Bình Khánh, Bình Trung, Đông Phú, Thạnh Mỹ Lợi
- Tổng An Điền gồm 7 làng: Bình Quới Đông, Bình Thái, Bình Thọ, Linh Chiểu Trung, Linh Chiểu, Trường Thọ, Xuân Hiệp
- Tổng An Thành gồm 6 làng: Long Tân, Phú Hữu, Phước Trường, Tân Điền, Trường Khánh, Trường Lộc
- Tổng An Thổ gồm 8 làng: Bình Chánh, Bình Chiểu, Bình Đức, Bình Đường, Bình Phú, Bình Triệu, Đông An, Dĩ An
- Tổng An Thủy gồm 10 làng: Bình Thắng, Bình Thung, Đông Tác, Đông Yên, Hòa Hiệp, Phong Phú, Tăng Phú, Tân Hóa, Tân Nhơn, Tân Ninh
- Tổng Long Vĩnh Hạ gồm 6 làng: Ích Thạnh, Long Thuận, Long Hòa, Mỹ Thạnh, Phước Hậu, Thái Bình.

4. Quận Nhà Bè có 4 tổng với 19 làng:
- Tổng An Thịt gồm 3 làng: An Thới Đông, Bình Khánh, Tam Thôn Hiệp
- Tổng Bình Trị Hạ gồm 5 làng: Phú Mỹ Tây, Phú Xuân Hội, Phước Long Đông, Tân QuiĐông, Tân Thuận Đông
- Tổng Cần Giờ gồm 5 làng: Cần Thạnh, Đồng Hòa, Long Thạnh, Lý Nhơn, Tân Thạnh
- Tổng Dương Hòa Hạ gồm 6 làng: Hiệp Phước, Long Đức Đông, Long Kiển, Nhơn Đức, Phú Lễ, Phước Lộc.

### Năm 1955
1. Quận Thủ Đức có 19 làng:
- Tổng An Bình có 05 làng: Bình Trưng, Thạnh Mỹ Lợi, Phú Hữu, An Phú và An Khánh Xã
- Tổng An Điền có 04 làng: Linh Xuân Thôn, Phước Long Xã, Linh Đông Xã và Tăng Nhơn Phú;
- Tổng An Thổ có 03 làng: An Bình Xã, Hiệp Bình Xã và Tam Bình Xã
- Tổng An Thủy có 03 làng: Bình An, Đông Hòa Xã và Tân Đông Hiệp
- Tổng Long Vĩnh Hạ có 04 làng: Long Thạnh Mỹ, Long Trường, Long Phước Thôn và Long Bình.

2. Quận Nhà Bè có 11 làng:
- Tổng Bình Trị Hạ có 05 làng: Phú Mỹ Tây, Phú Xuân Hội, Phước Long Đông, Tân Quy Đông và Tân Thuận Đông
- Tổng Dương Hòa Hạ có 06 làng: Long Kiểng, Phước Lộc Thôn, Nhơn Đức, Long Đức, Hiệp Phước và Phú Lễ.

3. Quận Hóc Môn có 27 làng:
- Tổng Bình Thạnh Trung có 07 làng: Đông Hưng Thuận, Tân Đông Thượng, Đông Thạnh, Nhị Bình, Tân Thới Hiệp, Thới Tam Thôn và Trung Mỹ Tây
- Tổng Long Bình có 06 làng: Tân Hiệp, Tân Thới Nhứt, Tân Thới Nhì, Tân Thới Trung, Xuân Thới Sơn và Xuân Thới Thượng
- Tổng Long Tuy Thượng có 06 làng: Phước Vĩnh Ninh, Tân Phú Trung, Bình Mỹ, Tân Hòa, Tân Thạnh Đông và Trung An
- Tổng Long Tuy Trung có 04 làng: An Nhơn Tây, Nhuận Đức, Phú Hòa Đông và Phú Mỹ Hưng;
- Tổng Long Tuy Hạ có 04 làng: Tân An Hội, Phước Hiệp, Thái Mỹ và Trung Lập.

4. Quận Gò Vấp có 15 làng:
- Tổng Bình Trị Thượng có 08 làng: An Nhơn Xã, An Phú Đông, Bình Hòa Xã, Thạnh Lộc Thôn, Hanh Thông Xã, Thạnh Mỹ Tây, Thông Tây Hội và Quới Xuân
- Tổng Dương Hòa Thượng có 07 làng: Bình Hưng Hòa, Phú Nhuận, Phú Thọ Hòa, Tân Hòa, Tân Sơn Hòa, Tân Sơn Nhì và Vĩnh Lộc.

### Năm 1974
- Quận Bình Chánh gồm 15 xã: An Lạc, An Phú, An Phú Tây, Bình Chánh, Bình Hưng, Bình Trị Đông, Đa Phước, Hưng Long, Phong Đước, Qui Đức, Tân Kiên, Tân Nhựt, Tân Quý Tây, Tân Tạo, Tân Túc.
- Quận Cần Giờ gồm 5 xã: Cần Thạnh, Đồng Hòa, Long Thạnh, Thạnh An, Tân Thạnh.
- Quận Gò Vấp gồm 7 xã: An Nhơn Xã, An Phú Đông, Bình Hòa Xã, Thạnh Lộc Thôn, Hanh Thông Xã, Thạnh Mỹ Tây, Thông Tây Hội.
- Quận Hóc Môn gồm 12 xã: Đông Hưng Tân, Đông Thạnh, Nhị Bình, Tân Hiệp, Tân Thới Hiệp, Tân Thới Nhứt, Tân Thới Nhì, Tân Thới Trung, Thới Tam Thôn, Trung Mỹ Tây, Xuân Thới Sơn, Xuân Thới Thượng.
- Quận Nhà Bè gồm 9 xã: Phú Mỹ Tây, Phú Xuân Hội, Phước Long Đông, Tân Quy Đông, Tân Thuận Đông, Long Kiểng, Phước Lộc Thôn, Nhơn Đức, Long Đức.
- Quận Quảng Xuyên gồm 4 xã: An Thới Đông, Bình Khánh, Lý Nhơn, Tam Thôn Hiệp.
- Quận Tân Bình gồm 7 xã: Bình Hưng Hòa, Phú Nhuận, Phú Thọ Hòa, Tân Phú, Tân Sơn Hòa, Tân Sơn Nhì, Vĩnh Lộc.
- Quận Thủ Đức gồm 15 xã: Tam Bình Xã, Long Bình, Long Phước Thôn, Long Thạnh Mỹ, Bình Trưng, Thạnh Mỹ Lợi, Phú Hữu, An Phú, Linh Xuân Thôn, Phước Long Xã, Linh Đông Xã, Long Trường, Tăng Nhơn Phú, Hiệp Bình Xã, Phước Bình.